# El Penco (Perú)
El Penco es un caserío peruano ubicado en el distrito de Marcavelica, perteneciente a la provincia de Sullana del departamento de Piura, al norte del Perú.

## Demografía
En el 2017 El Penco tenía una población de 22 habitantes.
| Gráfica de evolución demográfica de El Penco entre 1993 y 2017 |
|                                                                |
| Fuentes: Población 1993 y 2017                                 |